# Матанза Инк
„Мата̀нза Инк.“ (на португалски: Matanza Inc., стилизирано също Matanza INC, от испански: matanza, в превод: (масово) убийство, клане), в миналото известна просто като „Мата̀нза“ (на португалски: Matanza), е рок група от Рио де Жанейро, Бразилия, създадена през 1996 година, чиято музика е смес от хардкор пънк, хевиметъл и кънтри, така формираща стила кънтрикор.

## История
Матанза е сформирана през 1996 г. от Джими Лондон и Марко Донида, които искат да комбинират простите и ясни мелодии от ранната кариера на американския певец Джони Кеш с барабанното темпо на шотландската пънк банда Експлойтед. С барабанист и басист Нерозо и Диба, те записват през 1998 година демо „Терор ем Дашвил“. През 1999 г. нов запис привлича вниманието на продуцента Рафаел Рамос и Матанза подписва с Абрил Музик, което води до пускането на първата им плоча. „Санта Мадре Касино“ е записан през декември 2000 г. и излиза през март следващата година, малко преди групата да бъде изоставена от техния лейбъл поради липсата на радио хит.
Матанза след това се свързва с Дескдиск и записва втория си албум „Музика пара бебер и бригар“ (Музика за пиене и бой). Проектът „Ту Хел уит Джони Кеш“ започва като четири песни, които групата свири на концерти им, но за кратко време нараства до пълен албум от 12 песни, съдържащи само кавъри на песни на Джони Кеш. В началото на 2005 г. се появява CD-DVD.
В средата на 2006 г. е записан, а през октомври е пуснат следнащият им аблум „А Арте до Инсулто“ (Изкуството на обидата), в който Матанза се представят като много по-професионална група. След пет години, през март 2011 г., Матанза пуска „Одиоза Натуралеза Умана“ (Омразната човешка природа). През ноември 2012 година излиза „Тъндър Доуп“, в който влизат парчета, невключени по различни причини в ранните албуми на групата. В 2015 година излиза „Пиор Синарио Посивел“ (Най-лошият възможен сценарий).
Групата има саркастични и цинични текстове, в които се говори за омраза, насилие, алкохол и жени. Те търсят атмосферата на стария американски Див запад. Медиите наричат стила на групата кънтрикор. Основните композитори са Донида и Джими Лондон.

### Матанза Инк.
На 30 май 2018 година чрез социалните мрежи групата обявява, че през октомври същата година ще прекрати своето съществуване, след 22 години на сцената. Като причини са посочени лични въпроси, на които е нужно да бъде обърнато внимание, професионални възможности, които изискват да бъдат преценени, както и оформилите се в групата разнопосочни художествени пътища.
В началото на 2019 година Марко Донида съобщава през Инстаграм профила на групата, че тя ще бъде сформирана наново. Според Донида, групата ще продължи с традиционното си звучене, за разлика от основаната като страничен проект през 2006 година от Донида и Чина група Ентеру (на португалски: Enterro, в превод: погребение), свиреща блек метъл, и групата Ламиа (на португалски: Lâmmia), създадена от Жонас и Дони през 2017 година, ориентирана към алтернативен и психеделичен рок. Мястото на Джими Лондон като вокалист ще бъде заето от Витал Кавалканте, а групата вече ще носи името „Матанза Инк.“ – като отличителен знак на новата фаза в нейното развитие, както и асоциация с подобното пресъздаване през 2015 година на британската рок група Венъм под името „Венъм Инк.“ (на английски: Venom Inc.).